# Shana Dowdeswell
Shana Elizabeth Dowdeswell (Harare, 1 de abril de 1989-Manhattan, 12 de diciembre de 2012), fue una actriz de cine, teatro y televisión nacida en Zimbabue y nacionalizada estadounidense.

## Biografía

### Primeros años y estudios
Dowdeswell nació el 1 de abril de 1989 en Harare, Zimbabue. Su padre, Roger Dowdeswell, fue un tenista profesional, y su madre Laurie Smith se desempeñó como productora de cine. En su adolescencia se mudó a Nueva York, donde asistió a la City and Country School y al PPAS High School. Comenzó su carrera de actriz a los ocho años, y más tarde interpretó a Ana Frank en una producción del teatro regional Paper Mill Playhouse.

### Carrera
En 2002 apareció en la obra de teatro Miracles de Frank Higgins, en la que interpretó el papel de Eve, una niña autista. En 2003 interpretó el papel de la versión joven de Jenna en la película estadounidense 13 Going on 30. Sin embargo, su actuación fue eliminada de la película después de que el público reaccionara negativamente al original. Más tarde interpretó cuatro personajes diferentes en las tres series principales de la franquicia Law & Order, y actuó en series de televisión populares como Mercy, Family of the Year y Body of Proof. Además, registró apariciones en los filmes The Stream, The Winning Season, Asylum Seekers y Choose, antes de su fallecimiento.
Tras su muerte en 2012 se estrenaron cinco películas en las que había participado: The Big Wedding (2013), el cortometraje Going South (2013), An Ornament of Faith (2013), el cortometraje Wish You Were Here (2013) y Mistress America (2015).

### Fallecimiento
El 7 de diciembre de 2012, Dowdeswell fue al bar neoyorquino de Greenwich Village llamado The Basement y bebió algunos tragos. Al regresar, tropezó y se desmayó en la puerta. Un paseador de perros descubrió su cuerpo inconsciente y la llevó rápidamente al Centro Médico Beth Israel. Tras la prueba, se comprobó que tenía una tasa de alcohol en la sangre de 0,39 en ese momento, cinco veces el límite legal del estado para conducir. Murió el 12 de diciembre.

## Filmografía

### Cine y televisión
| Año  | Título                            | Papel                   | Notas               |
| ---- | --------------------------------- | ----------------------- | ------------------- |
| 1999 | Fare Well Miss Fortune            |                         | Largometraje        |
| 2002 | Miracles                          | Eve                     | Largometraje        |
| 2002 | Garmento                          |                         | Largometraje        |
| 2002 | The Stream                        |                         | Cortometraje        |
| 2003 | 13 Going on 30                    | Jenna                   | Largometraje        |
| 2005 | Law & Order: Criminal Intent      | Jordan Fernholz         | Serie de televisión |
| 2007 | Family of the Year                | Tatum Sue Holloway      | Serie de televisión |
| 2009 | Law & Order                       | Karen Johnson           | Serie de televisión |
| 2009 | The Winning Season                | Molly                   | Largometraje        |
| 2009 | Asylum Seekers                    | Novia                   | Largometraje        |
| 2009 | Law & Order: Special Victims Unit | Nikki Sherman / Melissa | Serie de televisión |
| 2010 | Mercy                             | Abby Jansen             | Serie de televisión |
| 2010 | Mercy                             | Abby Jansen             | Largometraje        |
| 2011 | Choose                            | Sara                    | Serie de televisión |
| 2011 | Body of Proof                     | Maxine Hall / Maxine    | Serie de televisión |
| 2013 | Teamwork Like Wolves              | Jeanie                  | Serie de televisión |
| 2013 | The Big Wedding                   | Mesera                  | Largometraje        |
| 2013 | Wish You Were Here                | Michelle                | Cortometraje        |
| 2013 | Going South                       | Martha                  | Cortometraje        |
| 2015 | Mistress America                  | Ruth                    | Largometraje        |
| 2017 | An Ornament of Faith              | Fatima                  | Largometraje        |

Fuente: